# Voie express Laâyoune - El Marsa
La voie rapide Laâyoune-El Marsa communément appelée N 1 est une partie à 2x2 voies de la route nationale 1 (Maroc) qui relie Tanger à la frontière avec la Mauritanie. Les travaux d’aménagement ont été réalisés entre 2006 et 2009.

## Intérêt de l’aménagement
L’aménagement, réalisé entre 2006 et 2009, a permis d’améliorer la jonction entre deux pôles économiques importants : El Marsa, dont le développement est centré sur le port et ville de Laâyoune, métropole régionale, grand centre de main d’œuvre et de services. En outre il a permis de fluidifier le trafic, qui avoisinait en 2006 les 5 000 véhicules par jour, entre la ville d’El Marsa et le pôle de tourisme balnéaire foum el oued d’un côté et la ville de Laâyoune de l’autre. Enfin ce dédoublement contribue avec celui de la route côtière reliant Tarfaya et Foum El Oued sur 96 km à améliorer les liaisons entre les trois pôles économiques de Tarfaya, Laâyoune et El marsa, très actifs dans les secteurs de la pêche et du tourisme balnéaire.

## Financement
Le coût de l'aménagement de la N 1 était estimé en 2006 à 81,74 millions de DH.
Le financement s’est réparti comme suit : 
- 39,2 % pour le Ministère de l’Equipement et du Transport, soit 32,04 millions de DH.
- 30,4 %, à parts égales, pour le Ministère de l’Intérieur, soit 24,85 millions de DH.
- 30,4 % pour l’Agence de Développement des Provinces du Sud du Royaume (A.D.P.S.), soit 24,85 millions de DH[1].

## Descriptif du projet

### Études
Les études sont lancées en octobre 2003. Le projet d’exécution a été approuvé le 27 mai 2005. 
Les contraintes prises en compte au niveau des études sont :
- le milieu urbain traversé qui induisait de démolir le moins de bâtiments ;
- La présence de canalisations et de poteaux qui ont conduit à dédoubler la voie à droite dans le sens Laâyoune-El Marsa[2].

### Descriptif des travaux
Le profil en travers existant est composé d’une chaussée de 7 m de large et de deux accotements de largeur 2,5 m.
Une des difficultés à surmonter était celle du franchissement d’une zone sableuse. La section de la N 1, située entre le PK 5+300 et le PK 12+800, soit sur un linéaire de 7,5 km environ,
traverse en effet un couloir de dunes appelé zones sableuse de « Draa ». La hauteur des dunes y varie entre 2 et 10 m. Il s’agit en effet du couloir de dunes qui prend naissance près de Tarfaya au cap « Juby » et se dirige vers le Sud de Laâyoune. Cette difficulté a conduit à évacuer 650 000 m3 de sable
Le profil en travers type adopté en section courante correspond à une plate-forme de 25 m avec deux chaussée de 7 m de largeur chacune, un terre-plein-central de 6 m en rase compagne et deux accotements de 2,5 m chacun avec 4 % de pentes transversales vers l’extérieur.
En milieu urbain, le terre-plein-central est matérialisé par deux bandes parallèles de marquage horizontal